# ケイシ・モンジロ
ケイシ・モンジロ（Casey Mongillo, 1987年10月22日 - ）は、アメリカ合衆国の声優である。

## 出演

### テレビアニメ
2006年
- PvP（Francis Ottoman）

2011年
- TOME: Terrain of Magical Expertise（Gamecrazed、Sofdti）

2013年
- クイーンズブレイド リベリオン（ドゴール）

2014年
- ZETMAN（神崎人（子供時代））
- イヴの時間（テックス）

2015年
- 六花の勇者（ライナ・ミラン）
- ミラキュラス レディバグ&シャノワール（サンドボーイ）

2017年
- 機動戦士ガンダムSEED（ニコル・アマルフィ）
- 機動戦士ガンダムSEED DESTINY（ニコル・アマルフィ）
- モブサイコ100（鈴木将）

2018年
- ベイブレードバースト 超ゼツ（今丹キメル）
- B：The Beginning（キリサメ）
- ミラキュラス レディバグ&シャノワール（サンド・ボーイ）

2019年
- 新世紀エヴァンゲリオン（Netflix版）（碇シンジ）

2020年
- ポケットモンスター（ヒバニー、ラビフット、キクナ、カメールトレーナー）
- 薄明の翼（オニオン、ゴースト）
- グレイプニル（春日勇）

2021年
- 蜘蛛ですが、なにか?（ラース/笹島京也）
- 文豪とアルケミスト 〜審判ノ歯車〜（ハルカ）
- 86-エイティシックス-（セオト・リッカ）
- 東京リベンジャーズ（佐野万次郎）

### 劇場アニメ
2011年
- イヴの時間（THX）

### ゲーム
2006年
- The Ship（Charlie M. Panther、Male Player、others）
- Brigade E5: New Jagged Union（Collin Woods、Sylvester McNabb、Tomi Mengazi）

2008年
- Adventure at the Center of the Earth（Game Announcer）
- グランドチェイス（Veigas Terre）
- グランド・セフト・オートIV（ジタン）

2010年
- Rage of the Gladiator
- レッドデッドリデンプション（ヴァーノン・チェリー）
- アンデッド・ナイトメアパック（ヴァーノン・チェリー）
- Heroes of Newerth（High Priestess Parallax、Carnage Calamity）
- Star Trek Online（Ambassador Surah）

2012年
- スタートレック・オンライン（大使スーラ）

2015年
- フォールアウト4（ケイシ・ケッスラー）
- Neverwinter（Demon Hunter、Mantol-Derith Armor Dealer、Cleric of Moradin、Dhaunira）

2016年
- The Ship: Remasted（男性プレイヤー）
- Shadowverse（ハッピーピッグ、マリオネットボーイ、陰鬱な死霊術師、マンマル1号）

2018年
- ニード・フォー・スピード ペイバック（ケイシ・ケッスラー）
- OCTOPATH TRAVELER（ネイト、ニナ、村人）
- フードファンタジー（野菜サラダ、オムライス、小籠包）

2019年
- Monster Prom（Zoe）
- LEFT ALIVE（イライーダ・シロトキナ）
- シェンムーIII（Shi Youwen、Yang Wenliang、Tong Zhangping）
- KurtzPel（シャイ プレーヤー、ヒーラー プレーヤー）
- グランドチェイス -次元の追跡者-（ベイガス）

2020年
- ビタミンコネクション（セレニウム）
- Bugsnax（Floofty Fizzlebean）
- The Elder Scrolls Online（Female Nords, Orcs, Half-Giants）

2021年
- イースIX -Monstrum NOX-（ゾラ）
- 牧場物語 オリーブタウンと希望の大地（マリアン）
- 真・女神転生V（主人公）